# Manuel García Barros
Manuel García Barros (conocido también por su seudónimo, Ken Keirades), fue un escritor y periodista español, nacido el 16 de noviembre de 1876 en La Estrada, provincia de Pontevedra (Galicia), y fallecido el 11 de abril de 1972.

## Trayectoria
Hijo de labradores, Manuel García Barros estudió por libre la carrera de magisterio en Santiago de Compostela. En 1905 finalizó dichos estudios y ocupó  la plaza de maestro de primer enseñanza en la parroquia de Trepé (La Estrada). En el año 1906 contrajo matrimonio en la parroquia estradense de Callobre. 

En 1903, cuando estaba realizando el servicio militar en Vigo, comenzó a colaborar en revistas y a tomar contacto con los movimientos culturales de la ciudad olívica, muy especialmente con el teatro. En el año 1907 fue encarcelado por primera vez por artículos publicados en el periódico local El Estradense, del que era director, hecho que se repetiría al año siguiente.

Simpatizó ampliamente con los movimientos agrarios gallegos de comienzos del siglo XX,  así como con los miembros de las Irmandades da Fala y, posteriormente, con el Grupo Nós, muy especialmente con su gran amigo y referente cultural Ramón Otero Pedrayo. A partir de 1920 pasó a ser una figura reconocida de la literatura gallega y del galleguismo, al ser uno de los fundadores del periódico El Emigrado. En este periódico escribía una sección, bajo el nombre de Rexouba (parranda en idioma gallego), en la que promovió una campaña contra el caciquismo.

En el año 1927 aprobó las oposiciones de maestro nacional, siendo destinado al municipio de Castrelo do Val, provincia de Orense. El Golpe de Estado en España de julio de 1936 le supuso la suspensión de empleo y sueldo, que jamás le fue restituido. 
 En el año 1955 fue encarcelado de nuevo, junto con Francisco Fernández del Riego y Domingo Lemos Suárez.

En 1957 fue nombrado miembro de la Real Academia Gallega.

En 1989 el ayuntamiento de La Estrada isntauró los Premio García Barros para honrar su obra y memoria.

Actualmente en el Ayuntamiento de La Estrada se sitúa un centro de estudios con su nombre.

## Obra
Publicó su primer artículo en la revista Luz y Sombra de Vigo, en el año 1898, aunque la mayor parte de su trabajo periodístico se desarrolló en el semanario El Estradense, una publicación agrícola-social que se comenzó a publicar en 1906 y en el que participó con artículos y relatos cortos, llegando a ser su director hasta el año 1909 cuando dejó de publicarse.

En el año 1920 se creó el periódico Él Emigrado, financiado por la asociación "Hijos del Ayuntamiento de La Estrada", de Cuba, y en el que publicaría sus Contiños da Terra.

En 1926 se representó su obra teatral Carta da Habana (publicada en la Revista Céltiga, Ediciones Cascada, 2002). En 1929 su obra Falemos na nosa fala ganó el Certamen Literario de Exaltación de la Mujer Gallega (Pontevedra).

En 1930 compiló los relatos cortos que había publicado en El Emigrado y los publicó bajo el título Contiños da Terra.

A pesar de seguiir escribiendo hasta el final de su vida, no se volvería a editar ninguna de sus obras hasta 1972, el año de su muerte, en el que se publicaría As aventuras de Alberte Quiñoi (Editorial Castrelos, 1972; Editorial Vía Láctea, 1990). Más tarde se publicaron sus obras Enredos (Editorial Galaxia, 2000), Fiunchos (2001) y Dos meus recordos (Editorial Galaxia, 2001), esta última de corte autobiográfico.

Toda su obra está escrita en gallego, excepto un artículo: Divagaciones sobre lo discutible y lo indiscutible, en el que se manifestaba contra la guerra y el fanatismo religioso.